# Нові Чукали
Нові Чукали́ (рос. Новые Чукалы, чув. Çĕнĕ Чукал) — присілок у складі Шемуршинського району Чувашії, Росія. Входить до складу Чукальського сільського поселення.
Населення — 454 особи (2010; 590 у 2002).
Національний склад:
- чуваші — 99 %